# Everybody goes -向沒有秩序的現代Drop Kick-
《everybody goes -向沒有秩序的現代Drop Kick-》（日語：everybody goes -秩序のない現代にドロップキック-），是日本樂團Mr.Children的第7張單曲。1994年12月12日發行。

## 簡介
在前作《Tomorrow never knows》之後一個月左右即發行，是Mr.Children距離前作發行時間最短的一張單曲。原本這首歌是打算放入《Tomorrow never knows》的B面，但後來決定發行獨立的單曲。
是Mr.Children早期典型的社會諷刺歌曲。歌詞對複雜、混亂、虛偽的現代社會猛烈抨擊，人人都病態地身在其中而看不到光明的未來在哪。
由於無tie-ip，首週初動銷量約30萬張，只有前作的一半。但是最終銷量仍然突破百萬，高達124萬張。是Mr.Children第4張銷量超過百萬的單曲。

## 收錄曲目
1. everybody goes -向沒有秩序的現代Drop Kick-（everybody goes -秩序のない現代にドロップキック-）
作詞：櫻井和壽；作曲：櫻井和壽 & 小林武史；編曲:小林武史 & Mr.Children
2. Classmate（クラスメイト）
作詞、作曲：櫻井和壽；編曲：小林武史 & Mr.Children
3. everybody goes -向沒有秩序的現代Drop Kick- (Instrumental Version)

## 外部連結
- 唱片介紹（页面存档备份，存于） Mr.Children官方網站